# Bankzitters
Bankzitters is een Nederlands YouTubekanaal.

## Geschiedenis
De groep van YouTubers achter dit kanaal bestaat sinds 2015, maar er werd een gezamenlijk kanaal opgericht in 2017. Het kanaal werd opgericht door zeven jongeren, Matthyas het Lam, Robbie van de Graaf, Raoul de Graaf, Koen van Heest, Milo ter Reegen, Mark van Harten en Mathijs Stals. Begin 2020 verlieten Van Harten en Stals de groep. Sinds oktober 2021 hebben de Bankzitters een kantoor in Utrecht waar ze hun video's opnemen.
De content van het kanaal varieert van muziekvideo's en challenges tot game-gerelateerde video's. In 2019 won de groep een VEED Award in de categorie Beste Nieuwkomer.
In 2021 deden alle leden van de Bankzitters mee aan het 6e seizoen van de Nederlandse YouTube serie Legends of Gaming NL. Ze bereikten allemaal met uitzondering van Van Heest de finale, waarbij De Graaf het hoogste eindigde: Op de vierde plaats.
In 2022 deden de Bankzitters-leden Het Lam, Van Heest en De Graaf mee aan het programma Het Jachtseizoen van StukTV, waarbij de overige leden Van de Graaf en Ter Reegen als afleiding achter StukTV aangingen. De Bankzitters werden uiteindelijk gepakt na 1 uur en 52 minuten. Later dat jaar hadden Het Lam, Van Heest, Ter Reegen en De Graaf een rol in de videoclip van het nummer Honderd keer van Suzan & Freek. In 2024 speelde de Bankzitters een klein rolletje in de veertiende editie van The Passion, waarbij Matthy een van de drie Petrus-herkenners was. 
Verschillende bekende Nederlanders hebben deelgenomen aan video's van de Bankzitters, waaronder Russo, Roxy Dekker, Carlos Platier Luna, Frank van der Slot, Kelvin Boerma, Qucee, Marije Zuurveld, Giovanni Latooy, Giel de Winter, Juultje Tieleman, Milan Knol, Jeremy Frieser, LinkTijger, Tjarda Struik, René Karst, Noa Lang, Douwe Bob, Chantal Janzen, Jack van Gelder, Enzo Knol, Laurens van Hoepen, Jarno Opmeer en Richard Verschoor.
Op zaterdag 28 januari 2023 traden de Bankzitters voor het eerst op met hun eigen show in TivoliVredenburg. Ze deden dit twee keer: een middagshow voor alle leeftijden en een 18+ avondeditie. Beide shows waren uitverkocht. Tijdens de show waren er enkele verrassingsartiesten. Dit waren Yes-R, Flemming, Stefan de Vries, Sean Demmers en Bram Krikke. Met hetzelfde concept stonden de Bankzitters op zaterdag 13 januari 2024 in de AFAS Live. Roxy Dekker stond in het voorprogramma van deze show. De gastartiesten van de shows in de AFAS waren Turfy Gang en Donnie.
Op vrijdag 17 en zaterdag 18 januari 2025 hadden de Bankzitters drie uitverkochte optredens in de Ziggo Dome ter viering van hun tienjarig bestaan. De gastartiesten van deze shows waren onder andere Suzan & Freek, Roxy Dekker en Russo.

## Discografie
De nummers van de Bankzitters zijn onder andere geproduceerd door Russo, Paul Sinha, Julian Vahle en Brahim Fouradi.

### Nummers met notering in een hitlijst
| Lied                            | Verschijnen      | Album     | Hitlijsten  | Hitlijsten  | Hitlijsten   | Hitlijsten   | Opmerkingen          |
| Lied                            | Verschijnen      | Album     | NL (Top 40) | NL (Top 40) | NL (Top 100) | NL (Top 100) | Opmerkingen          |
| Lied                            | Verschijnen      | Album     | Piek        | Weken       | Piek         | Weken        | Opmerkingen          |
| ------------------------------- | ---------------- | --------- | ----------- | ----------- | ------------ | ------------ | -------------------- |
| Stapelgek                       | 29 januari 2021  | —         | —           | —           | 37           | 2            | Goud in Nederland    |
| Baldadig                        | 1 oktober 2021   | —         | —           | —           | 46           | 1            |                      |
| Factureren                      | 1 oktober 2021   | —         | —           | —           | 88           | 1            |                      |
| Je blik richting mij            | 11 februari 2022 | —         | 14          | 5           | 1 (1 wk)     | 15           | Platina in Nederland |
| Is dat nou echt?                | 15 juli 2022     | —         | tip7        | —           | 8            | 4            |                      |
| Fantastico (met Dries Roelvink) | 15 augustus 2022 | —         | tip15       | —           | 68           | 2            |                      |
| Systeem                         | 20 januari 2023  | Werelds   | —           | —           | 79           | 1            |                      |
| Bali                            | 20 januari 2023  | Werelds   | tip12       | —           | 24           | 4            |                      |
| Vrienden voor altijd            | 20 januari 2023  | Werelds   | —           | —           | 76           | 1            |                      |
| Offline beschikbaar             | 7 juli 2023      | —         | tip20       | —           | 38           | 2            |                      |
| Cupido                          | 17 november 2023 | —         | 26          | 3           | 2            | 15           |                      |
| Slaaptekort                     | 5 januari 2024   | —         | tip3        | —           | 14           | 4            |                      |
| Entourage                       | 15 maart 2024    | —         | 19          | 4           | 4            | 25           |                      |
| Huisfeestje (met Roxy Dekker)   | 7 juni 2024      | —         | 2           | 10          | 1 (4wk)      | 29           |                      |
| Bro code                        | 24 oktober 2024  | 5 sterren | tip8        | —           | 15           | 3            |                      |
| Tijdmachine                     | 15 november 2024 | 5 sterren | —           | —           | 16           | 2            |                      |
| Boevenpad                       | 15 november 2024 | 5 sterren | —           | —           | 10           | 4            |                      |
| Fluitend naar huis              | 15 november 2024 | 5 sterren | —           | —           | 11           | 3            |                      |

### NPO Radio 2 Top 2000
| Nummers met noteringen in de NPO Radio 2 Top 2000 | '21 | '22 | '23 | '24 |
| ------------------------------------------------- | --- | --- | --- | --- |
| Cupido                                            | ×   | ×   | 813 | 417 |
| Is dat nou echt?                                  | ×   | 708 | 205 | 514 |
| Je blik richting mij                              | ×   | 370 | 145 | 316 |
| Stapelgek                                         | 611 | 149 | 147 | 414 |

1. ↑  Een '×' betekent dat het nummer nog niet was uitgebracht en een vetgedrukt getal geeft de hoogste notering van een nummer aan.
2. ↑  2021 was het eerste jaar met een notering voor Bankzitters.

## Prijzen
| Jaar | Prijs                 | Categorie                    | Resultaat   | Ref   |
| ---- | --------------------- | ---------------------------- | ----------- | ----- |
| 2019 | VEED Awards           | Beste Nieuwkomer             | Gewonnen    |       |
| 2022 | Zapp Awards           | Beste Track NL               | Gewonnen    |       |
| 2022 | Tina Awards           | Beste Artiest                | Gewonnen    |       |
| 2023 | Tina Awards           | Favoriete Online Ster        | Genomineerd |       |
| 2023 | Zapp Awards           | Beste Track NL               | Gewonnen    | [ 2 ] |
| 2024 | Zapp Awards           | Favoriete Track NL           | Gewonnen    | [ 3 ] |
| 2024 | Zapp Awards           | Favoriete Online Serie       | Gewonnen    | [ 3 ] |
| 2024 | The Best Social Award | Beste Youtuber/YouTube-serie | Gewonnen    | [ 4 ] |
| 2025 | Zapp Awards           | Favoriete Track NL           | Genomineerd | [ 5 ] |
| 2025 | Zapp Awards           | Favoriete Online Serie       | Gewonnen    | [ 5 ] |